# Большое Филисово
Большое Филисово — деревня в Вязниковском районе Владимирской области России, входит в состав Паустовского сельского поселения.

## География
Деревня расположена в 10 км на юго-запад от центра поселения деревни Паустово и в 27 км на юго-запад от города Вязники.

## История
В конце XIX — начале XX века существовало две деревни Горелое Филисово и Завражное Филисово, располагавшихся по разные стороны речки Конка, и входивших в состав Никологорской волости Вязниковского уезда. В 1859 году в обоих деревнях числилось 25 дворов, в 1905 году — 33 двора, в 1926 году — 54 двора.
С 1929 года деревня Большое Филисово являлась центром Филисовского сельсовета Вязниковского района, с 1935 года — в составе Холуйского сельсовета Никологорского района, с 1960 года — в составе Октябрьского сельсовета, с 1963 года — в составе Вязниковского района, с 2005 года — в составе Паустовского сельского поселения.

## Население
| 1859 | 1905 | 1926 | 2002 | 2010 | 2021 |
| ---- | ---- | ---- | ---- | ---- | ---- |
| 94   | ↗303 | ↗342 | ↘21  | ↘3   | ↗21  |